# Micrargus laudatus
Micrargus laudatus là một loài nhện trong họ Linyphiidae.
Loài này thuộc chi Micrargus. Micrargus laudatus được Octavius Pickard-Cambridge miêu tả năm 1881.